# Giovanni Toscani

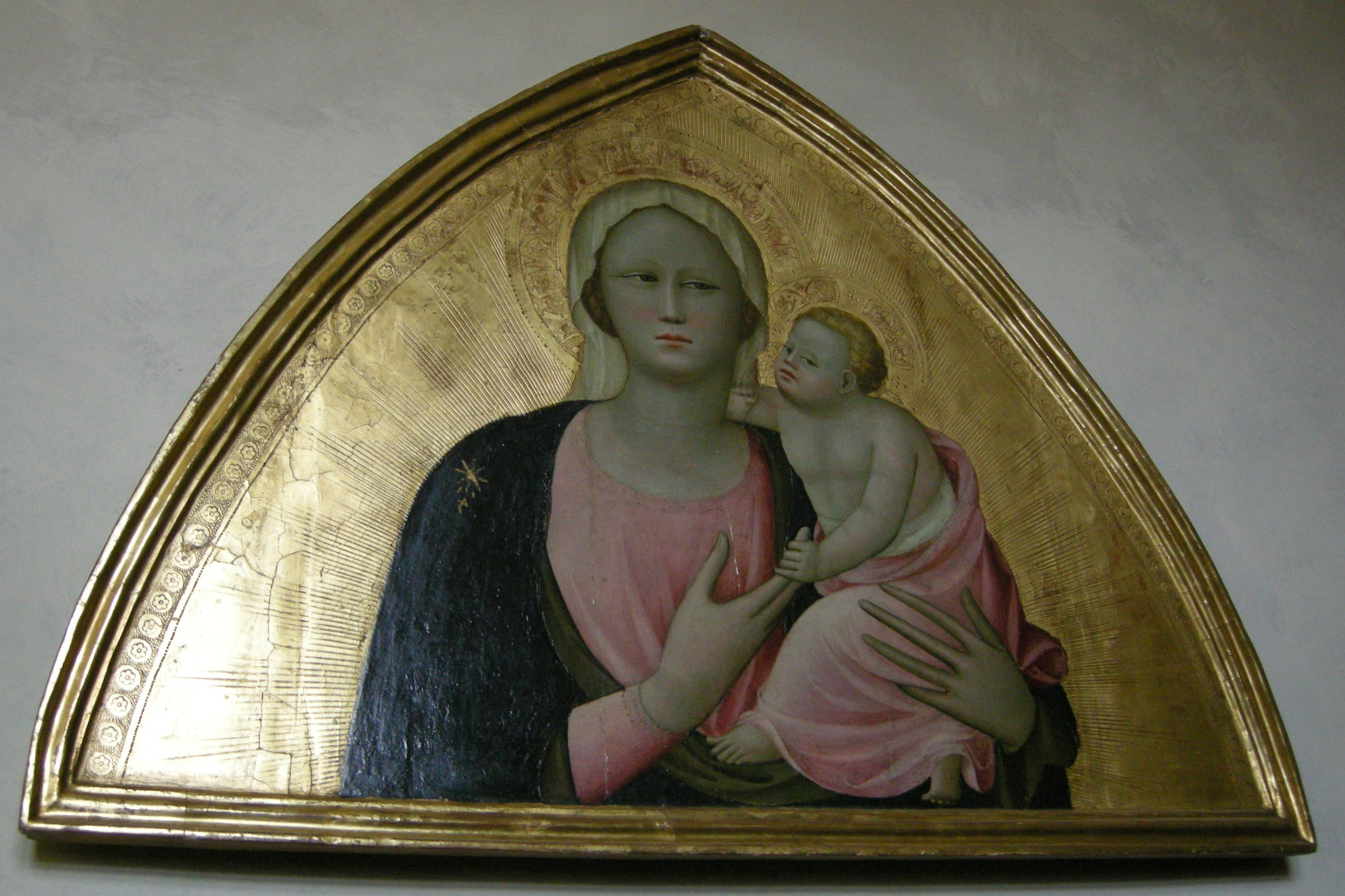
Madonna col Bambino, Collezione Loeser, Palazzo Vecchio, Firenze

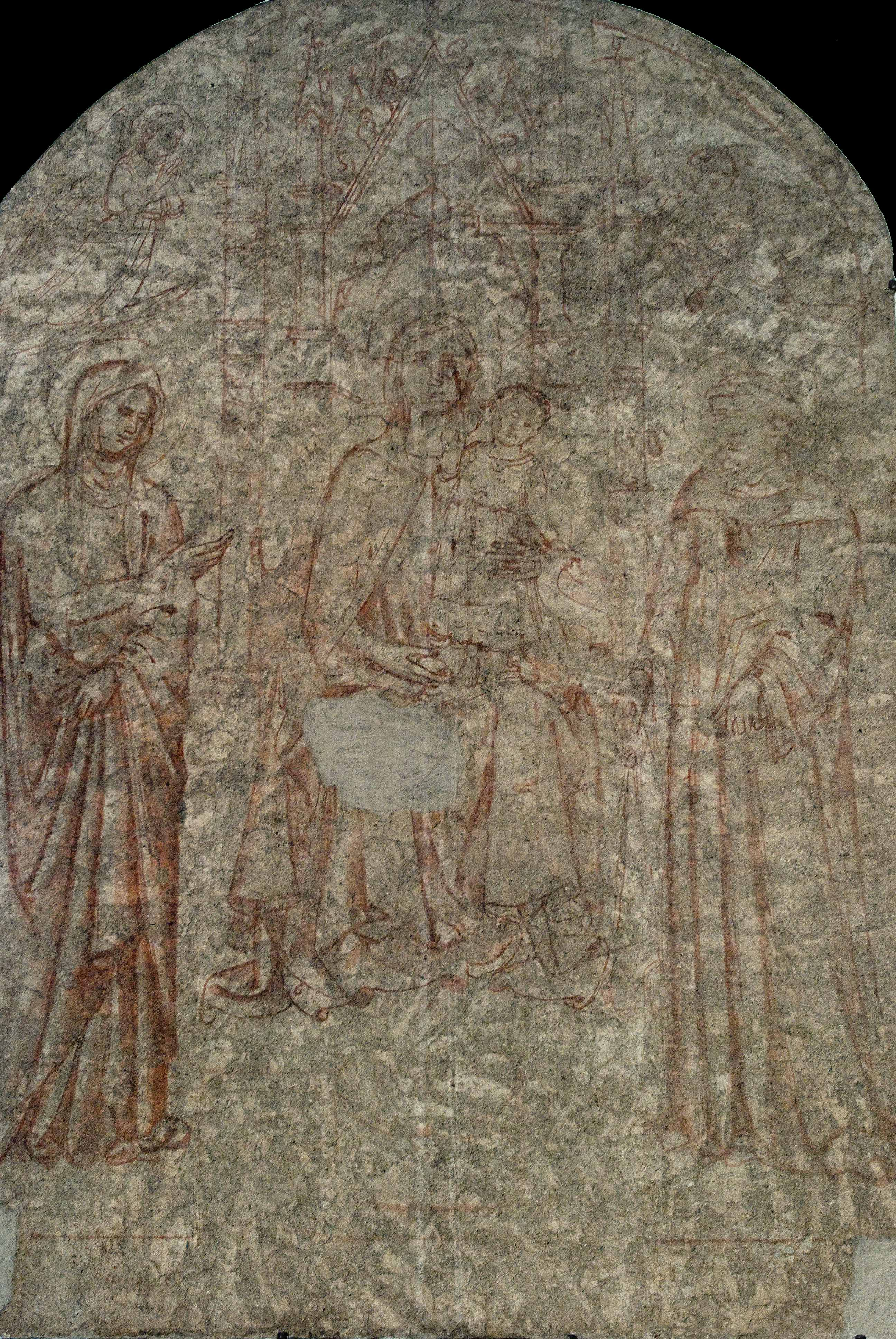
Madonna col Bambino, Sant'Anna e San Leonardo, sinopia, Chiesa di Santa Maria (Mercatale Val di Pesa)

Giovanni di Francesco Toscani, noto anche con il nome convenzionale di Maestro della Crocifissione Grigg (Firenze, 1372 – Firenze, 2 maggio 1430), è stato un pittore italiano.

## Biografia
Nato presumibilmente nel 1372, era figlio di Francesco Toscani e visse a Firenze nel distretto di San Giovanni, nel quartiere del drago, come si evince dai dati riportati nel catasto del 1427. Era noto col nome convenzionale di Maestro della Crocifissione Griggs, dalla sua opera più celebre, una crocifissione un tempo conservata nella collezione Griggs e adesso a New York al Metropolitan Museum, finché L. Bellosi (1966) non ne ha riconosciuto la personalità anagrafica in quella di un Giovanni Toscani.
Risulta iscritto alla Compagnia di San Luca, la compagnia a cui si iscrivevano i pittori, nel 1424. È rimasta traccia di un pagamento da lui ricevuto nel 1423 e nel 1424 per dei lavori di arredamento realizzati nella cappella Ardinghelli nella Basilica di Santa Trinita a Firenze. Morì a Firenze il 2 maggio del 1430.
Per quanto molta parte della storiografia più recente, a partire dallo stesso Bellosi, abbia poi ritenuto l'opera ora a New York del Beato Angelico e non del Toscani, in realtà la vecchia attribuzione risulta assai più convincente, perché la cosiddetta Crocifissione Griggs, per il suo cromatismo torbido e il suo linearismo accentuato può essere accostata all'Angelico solo alla lontana, mentre è ben in sintonia con la migliore produzione del Toscani, specie quella della sua fase matura. Giovanni è partito da un'adesione agli ambienti tardo gotici fiorentini (Jacopo di Cione, Niccolò di Pietro Gerini), sia pure con una dolcezza dell'impasto cromatico e una saldezza plastica a questi sconosciuta, come testimoniano la Madonna col Bambino del Museo Bandini a Firenze e L'incredulità di S. Tommaso della Galleria dell'Accademia sempre a Firenze, dove pure si trova una Madonna e Santi dove il nostro pittore comincia ad essere sensibile anche all'insegnamento di Masolino da Panicale. Al 1423/24 appartengono gli affreschi, documentati, della cappella Ardinghelli a Firenze, in cui la vicinanza a Masolino appare ancora più evidente e di poco posteriore è la drammatica Crocifissione Griggs da cui siamo partiti. Il Toscani fu inoltre uno dei più ricercati decoratori di cassoni della Firenze del primo Quattrocento.

## Le opere principali

### Cassoni
- Scene di vita di corte , Washington, National Gallery of Art, Kress Collection
- Palio di Firenze, 1428, Cleveland, Ohio, Cleveland Museum of Art
- Palio di Firenze, 1429, Firenze, Museo del Bargello
- Cassone di Edimburgo, Edimburgo, National Gallery of Scotland

### Tavole

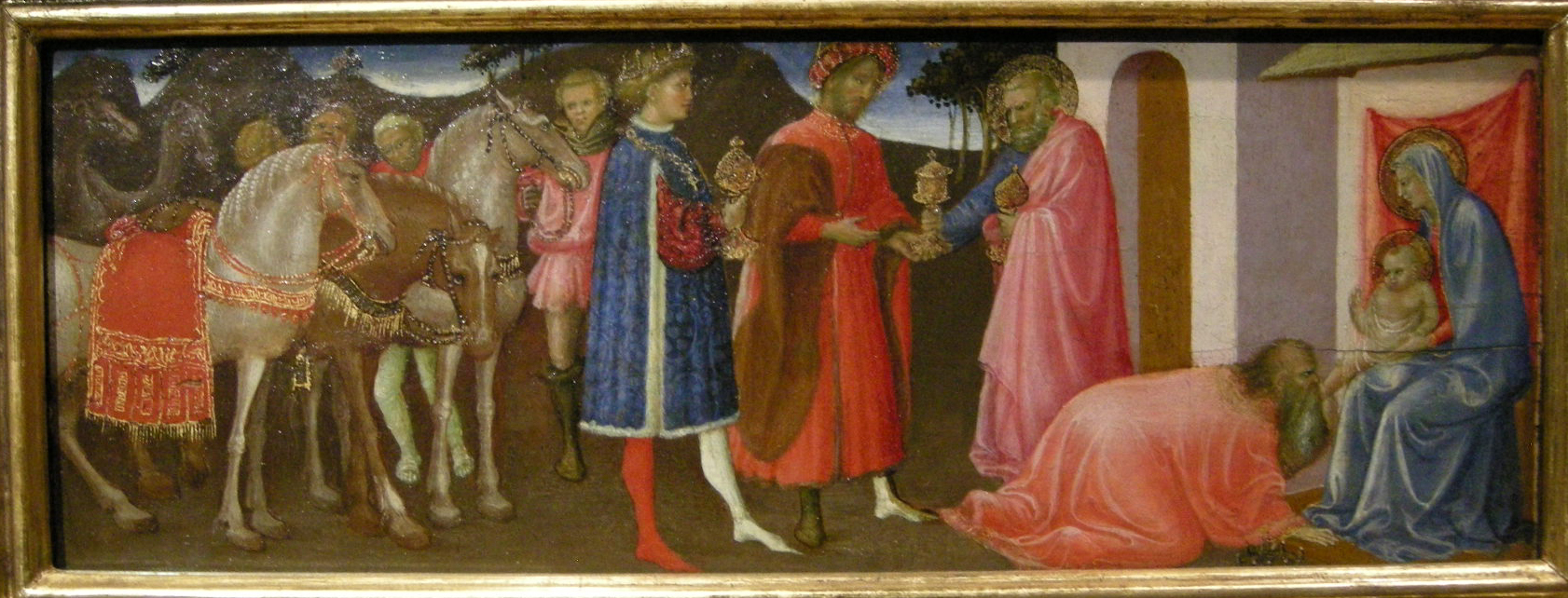
Adorazione dei Magi di Melbourne

- Trittico (Madonna con Bambino, Annunciazione, Cristo Crocifisso, Dolenti, Pietà ed Angeli), 1410-1420, tempera e oro su tavola, Firenze, Galleria dello Spedale degli Innocenti
- Angelo, 1410-1420, tempera su tavola, Firenze, Galleria dello Spedale degli Innocenti
- Pietà, 1410-1420, tempera su tavola, Firenze, Galleria dello Spedale degli Innocenti
- Santa Caterina d'Alessandria, Madonna Annunciata, 1410-1420, tempera e oro su tavola, Firenze, Galleria dello Spedale degli Innocenti
- Santi Matteo e Giovanni, Giacomo e Antonio abate, 1415 circa, Prato, Museo dell'Opera del Duomo
- Incredulità di San Tommaso Apostolo, 1419-1420, tempera e oro su tavola, Firenze, Galleria dell'Accademia
- Madonna con Bambino, 1422-1423, tempera e oro su tavola, Firenze, Palazzo Vecchio
- San Francesco d'Assisi riceve le stimmate, San Nicola di Bari placa una tempesta marina, 1423-1424, tempera e oro su tavola, Firenze, Galleria dell'Accademia
- Madonna col Bambino e santi, 1423-1424, tempera e oro su tavola, Firenze, Galleria dell'Accademia
- Crocifissione con dolenti e angeli, 1423-1424, tempera e oro su tavola, Firenze, Galleria dell'Accademia
- Adorazione dei Magi, Melbourne, National Gallery of Victoria
- Madonna col Bambino, Melbourne, National Gallery of Victoria
- Crocifissione, tempera su tavola, Coral Gables, Lowe Art Museum
- Crocifissione con scene della vita e passione di San Giovanni, tempera su tavola, Memphis, Memphis Brooks Museum
- Madonna col Bambino , Calenzano, Chiesa di San Donato
- due tavolette dorate con angeli, Empoli, Chiesa di San Martino a Pontorme

Recentemente, è stata attribuita al Toscani la deliziosa Madonna delle Calle, conservata nella Pieve di Montemignaio.